# Barve konj
Barve konj so opredeljene kot raznolike barvne različice obarvanosti dlake domačega konja (Equus caballus). V hipologiji, vedi o konjih, je navada, da se prepoznavne tipe obarvanosti konj poimenuje s posebno terminologijo.

## Tipi dlake
V osnovi pri konjih razlikujemo več tipov dlake, ki so ključni tudi za opredeljevanje obarvanosti konj:
- Krovna ali osnovna je vsa dlaka, ki prekriva konjevo telo.
- Z izrazom zaščitna dlaka se poimenuje konjsko dlako vratne grive in žime vratu ter nog. Od krovne se zaščitna dlaka ločuje po svoji dolžini (je daljša) in debelini (je debelejša).

- Volnena dlaka je še posebej značilna za mlade konje – žrebeta, pojavlja pa se tudi pri odraslih osebkih v zimskem času, ko služi kot izolacijska plast in varuje pred nizkimi temperaturami.
- Tipalna dlaka se pojavlja na konjevih ustnicah, nozdrvih in vekah. Povezuje se z živčnim sistemom.

## Osnovne barve in variacije
Zaradi velike barvne variabilnosti je konje pogosto težko uvrstiti v eno izmed številnih barvnih skupin, saj se variacije pojavljajo tudi znotraj pasem; za mnoge pasme je tako velikokrat značilnih več tipičnih tipov obarvanosti. V osnovi prepoznavamo pet osnovnih barv, iz katerih se potem izpeljuje nadaljnje različice.

### Prabarva
Z oznako prabarva se poimenuje sivorjavo do plavo barvo, ki se pojavlja pri vseh še recentnih prakonjih, kot je denimo mongolski divji konj (Equus przewalskii). Med konje s prabarvo spadata tudi fjordski in sorajski konj, oba pripadnika prvobitnih pasem domačega konja. Vsi takšni konji so plavci (tudi sivkasti plavci), njihova dlaka je bodisi rumenkasto rjava bodisi rumenkasto siva. Prepoznaven element prabarve je tudi jeguljasto oblikovana temna proga, ki poteka vse od mesta med konjevimi ušesi do konca repa. Pri mnogih plavcih so prednje noge prekrite z zebrastimi lisami; to velja tako za mongolskega divjega kot tudi fjordskega in sorajskega konja, pa tudi nemškega dülmenskega divjega konja.
- Mongolski divji konj
- Fjordski konj
- Sorajski konj
- Dülmenski divji konj

### Palomino
Palomino ali izabela je ime barvne skupine, kamor sodijo zlatoplavi konji. Med njimi imajo posebno mesto palomini, katerih zaščitna dlaka je svetlo rumena in so zatorej precej bolj priljubljeni ter iskani.
- Zlatoplava kobila in žrebe
- Barvna lestica izabel: svetla
- Barvna lestica izabel: klasična
- Barvna lestica izabel: temna
- Spreminjanje odtenka pri palominu pozimi (levo, svetleje) in poleti (desno, temneje)

### Siva in bela
Sivcem, torej konjem različnih sivih odtenkov (vse od svetle do skoraj črnikaste), se pogosto pravi tudi belci – torej konji bele barve. Primernejši je prvi izraz, kajti tudi navidezno beli konji se klasificirajo kot sivci in med prave belce spadajo le albine živali, obolele z genetsko boleznijo, imenovano albinizem. Za sivce oziroma belce je značilen gradient spreminjanja barve z naraščajočo starostjo; pogosto se namreč zgodi, da se tipični sivci/belci skotijo v temnih odtenkih, nakar z leti postopoma sivijo in v visokih letih dosežejo svetlo sive do bele odtenke. Dobro poznani predstavnik sivca, ki življenje začne kot vranec, rjavec ali lisjak, je slovenski lipicanec.
- Bele do sive kobile lipicanskega konja s temnimi žrebeti, ki bodo z leti osivela.
- Marogast sivec s temnejšimi nogami, pasme lipicanski konj
- Kobila in žrebe, lipicanec
- Lipicanec svetleče bele barve, ki je formalno sivec.
- Pravi belci so le albinistični konji.

### Rjava
Precejšen delež konj je rjave barve – takšnim pravimo rjavci. Tudi med rjavimi konji se pojavlja velika raznolikost; ločimo rjave konje svetlih odtenkov (svetle rjavce), vmesne barvne tipe (npr. kostanjevega) in rjave konje temnejših odtenkov (temne rjavce). Za rjavce je značilna temnejša zaščitna dlaka; tako sta griva in konjev rep mnogokrat črne barve oziroma vsaj temnejša od dlake, ki pokriva preostalo telo. Posebno ime imajo rjavci, katerih zaščitna dlaka je svetlejša (ali enaka) od osnovne, krovne – te imenujemo lisjaki. Med lisjake denimo sodita haflinški konj (ima grivo zlate barve) in švarcvaldski lisjak (s svetlo rumeno grivo).
- Pri rjavcih je mogočih več barvnih odtenkov
- Tipični rjavec je rjave barve in ima temnejšo (pogosto črno) zaščitno dlako, torej rep in grivo.
- Ljutomerski kasač – rjavec
- Slovenski hladnokrvni konj je občasno lisičje barve (skrajno levi konj), pogosti so tudi rjavci in vranci.
- Haflinški konj je lisjak; ima krovno dlako rjave barve, a je njegova zaščitna dlaka še svetlejša.
- Švarcvaldski lisjak je lisjak s svetlo rumeno grivo in temno rjavo krovno dlako.
- Lisjaki lahko imajo krovno in zaščitno dlako enake barve.

### Črna
Konjem črno obarvane krovne in zaščitne dlake pravimo vranci. Intenzivno, skoraj bleščeče črni konji, tako imenovani pravi vranci, so precej redki in zato v vzreji konj zelo priljubljen barvni tip. Pogostejši so poletni vranci, za katere je značilno posedovanje črne barve poleti, nakar ob prehodu v zimo konji dobijo temno rjavo krovno dlako.
- Med bolje poznane prave vrance sodijo frizijci, ki so skoraj vedno bleščeče črne barve.
- Vranec irske pasme konj
- Vranje črna kobila s svetlejšim žrebetom, ki bo z leti pridobilo značilno vranjo barvo svoje pasme.

### Lisasta
Med lisaste konje – lisce – sodijo vse živali, ki imajo na telesu večje število belih znamenj (lis, prog, pik itd.) raznolikih velikosti. Konjev s posamičnimi belimi lisami še ne uvrščamo med lisce, saj se določena bela znamenja pojavljajo tudi pri drugih barvah konj (pri rjavcih so še posebej pogoste dolge bele naglavne lise in zvezde). Ker so lahko bela znamenja (in njihov delež) zelo raznolika, med lisci ločimo več barvnih različic. Prepoznavni lisci so leopardji lisci ali pegavci, ki se pojavljajo pri ameriški pasmi appaloosa, kjer so nekateri konji v osnovi beli, a pokriti s številnimi črnimi ali rjavimi pegami in pikami. Tobiane prepoznamo po velikem deležu bele barve, pri čemer ta sega tudi čez hrbet. Podobni so rjavo obarvani overi, kjer pa bela ne preseže konjevega hrbta.
- Ameriški appaloosa, ki je leopardji lisec (v osnovi bel in pokrit s številnimi črnimi pikami).
- Rjavopikast leopardji appaloosa
- Rjavi predstavnik tobianov
- Miniaturni predstavnik črnih tobianov
- Overo je rjavi lisec, kjer bela ne preseže konjevega hrbta.

## Bela znamenja in vzorci
Četudi imajo določeni konji enotno dlako, se pri mnogih posameznikih pojavljajo raznoliko oblikovana bela znamenja in vzorci.
Med pogostejša naglavna znamenja in vzorce sodijo:
- Široka in dolga lisa: variira v širino in do neke mere tudi v dolžino, nahaja se na glavi in teče vse od konjevega čela do vključno njegovega gobca.
- Lisa: manjša naglavna lisa, ki je lahko na različnih delih glave (npr. na čelu ali smrčku).
- Zvezda: zvezdasto oblikovan naglavni vzorec.
- Beloličnik: izraz za konja, čigar obraz skoraj v celoti pokriva bela barva.

- Široka in dolga lisa
- Majhna bela lisa na nosu
- Zvezda
- Beloličnik

Bela znamenja se pojavljajo tudi na nogah. Ločimo:
- nogavičke čez koleno,
- nogavičke (ne dosežejo kolena),
- venec.

- Nogavička čez koleno
- Nogavička
- Venec